# Херрман, Бернард
Бернард Хе́ррман (англ. Bernard Herrmann; имя при рождении — Максимилиан Херман (англ. Maximillian Herman); 29 июня 1911, Нью-Йорк — 24 декабря 1975, Лос-Анджелес) — американский композитор и дирижёр, наиболее известный своей работой по созданию музыки для кинофильмов.
Лауреат премии «Оскар» (за фильм «Дьявол и Дэниэл Уэбстер» 1941 года), Херрман в основном известен благодаря сотрудничеству с режиссером Альфредом Хичкоком, наиболее известными из которых являются «Человек, который слишком много знал» (1956), «Головокружение» (1958), «На север через северо-запад» (1959) и «Психо» (1960). Он также написал музыку для таких фильмов как «Гражданин Кейн» (1941), «Призрак и миссис Мьюр» (1947), «День, когда Земля остановилась» (1951), «Седьмое путешествие Синдбада» (1958), «Мыс страха» (1962), «Ясон и аргонавты» (1963), «451 градус по Фаренгейту» (1966), «Наваждение» (1975) и «Таксист» (1976). Он много работал в радиодраматургии и многих телевизионных программах, включая «Сумеречную зону» Рода Серлинга и «Есть оружие — будут путешествия».

## Биография
Родился в еврейской семье под именем Макс Херман. Родители Хермана: мама — Ида (дев. Горенштейн) и Абрам Дардик, родом с Украины. Учился в Нью-Йоркском университете вместе с Перси Грейнджером. Также обучался в Джульярдской школе, где в возрасте 20 лет собрал свой первый камерный оркестр.
В 1934 году зачислен в штат дирижёром Си-би-эс. В 1943 году стал главным дирижёром симфонического оркестра «Коламбия». Под управлением Херрмана прозвучали произведения многих композиторов. Херрман стал первооткрывателем музыки малоизвестного на тот момент Чарльза Айвза. Также под управлением Херрмана состоялась премьера 22-й симфонии Н. Я. Мясковского.
В 1930-е и 1940-е годы сотрудничал с Орсоном Уэллсом (известный радиоспектакль по «Войне миров», «Гражданин Кейн»). Создал музыкальное сопровождение для всех фильмов Альфреда Хичкока, снятых с 1955 по 1964 год. Его шедевром считается саундтрек к хичкоковскому «Психо». На фильме «Разорванный занавес» произошёл конфликт композитора и режиссёра. Хичкок под влиянием продюсеров компании «Universal» заказал Херрману песню к фильму в духе модной тогда бондианы. Отказавшись сочинять песню, композитор написал мрачную музыку, что неудовлетворило режиссёра и продюсеров.
После размолвки с Хичкоком работал с Франсуа Трюффо («451 градус по Фаренгейту», «Невеста была в чёрном») и Брайаном де Пальмой («Сёстры», «Наваждение»). Для фильма «451 градус по Фаренгейту» композитора режиссёру порекомендовал сам автор литературной первоосновы Рэй Бредбери, зная, что Трюффо написал подробную книгу о жизни и творчестве Хичкока. Позже, когда Херрман спросил режиссёра, почему он выбрал именно его, а не кого-либо из классических композиторов — Пьера Булеза и Штокхаузена, Трюффо ответил: «Они пишут музыку двадцатого века, а Вы пишете музыку двадцать первого века!».
С 1967 года работал в основном в Лондоне. Тогда же, в ноябре, 56-летний композитор вступил в брак с 27-летней журналисткой Нормой Шеперд, с которой он прожил до конца своей жизни. В 1971 году семья переехала в Лондон на постоянное место жительства.
23 декабря 1975 года Херрман записал саундтрек к фильму Мартина Скорсезе «Таксист». После окончания записи он встретился с Ларри Коэном для обсуждения новой совместной работы — картины «Бог велел мне», однако этому не суждено было состояться — в ночь на 24 декабря композитор скончался во сне от сердечного приступа в своей комнате в гостинице Лос-Анджелеса. Скорсезе и Коэн посвятили свои фильмы Херрману.

## Стиль работы
Для музыки Херрмана характерно многократное использование остинато. Оркестровку сочинения композитор сравнивал с индивидуальным кодом. Отстаивал самостоятельную художественную ценность музыки для кино, считая, что если она хорошая, то имеет возможность жить собственной жизнью, отдельно от фильма.
В 1951 году Бернард Херрман впервые в американском кино использовал терменвокс в музыке к фильму «День, когда остановилась Земля». В фильме Хичкока «Птицы» Херрман выступил консультантом, предложив использовать солирующий траутониум, на котором играл Оскар Сала.

## Влияние
Произведения Херрмана оказали влияние на многих композиторов, среди которых Анджело Бадаламенти и Дэнни Эльфман.
В песне «The Beatles» («Eleanor Rigby») чувствуется прямое влияние музыки из фильма «451 градус по Фаренгейту».

## Избранная фильмография
- 1941 — Гражданин Кейн / Citizen Kane
- 1941 — Дьявол и Дэниел Уэбстер / The Devil and Daniel Webster
- 1942 — Великолепные Эмберсоны / The Magnificent Ambersons
- 1943 — Джейн Эйр / Jane Eyre
- 1947 — Призрак и миссис Мьюр / The Ghost and Mrs. Muir
- 1951 — День, когда остановилась Земля / The Day the Earth Stood Still
- 1952 — На опасной земле / On Dangerous Ground
- 1952 — Снега Килиманджаро / The Snows of Kilimanjaro
- 1954 — Египтянин / The Egyptian
- 1955 — Неприятности с Гарри / The Trouble with Harry
- 1956 — Человек, который слишком много знал / The Man Who Knew Too Much
- 1956 — Не тот человек / The Wrong Man
- 1956 — Человек в сером фланелевом костюме / The Man in the Gray Flannel Suit
- 1958 — Головокружение / Vertigo
- 1958 — Седьмое путешествие Синдбада / The 7th Voyage of Sinbad
- 1958 — Нагие и мёртвые / The Naked and the Dead
- 1959 — К северу через северо-запад / North by Northwest
- 1960 — Психо / Psycho
- 1961 — Таинственный остров / Mysterious Island
- 1962 — Мыс страха / Cape Fear
- 1963 — Ясон и аргонавты / Jason and the Argonauts
- 1963 — Птицы / The Birds
- 1964 — Марни / Marnie
- 1966 — Разорванный занавес / Torn Curtain
- 1966 — 451 градус по Фаренгейту / Fahrenheit 451
- 1968 — Невеста была в чёрном / La Mariée était en noir
- 1968 — Расшатанные нервы / Twisted Nerve
- 1969 — Битва на Неретве / Bitka na Neretvi
- 1973 — Сёстры / Sisters
- 1974 — Оно живо / It’s Alive
- 1976 — Наваждение / Obsession
- 1976 — Таксист / Taxi Driver